# مروان كشريد
مروان كشريد مواليد 2 يونيو 1981 في فرنسا، هو لاعب كرة سلة تونسي يبلغ طوله 5 قدم 10 بوصة (1.8 م). 

## المسيرة الاحترافية
بدأ مسيرته الاحترافية في سنة 2002. يلعب في بطولة تونس لكرة السلة للرجال.
كان مروان من ضمن تشكيلة منتخب تونس الوطني الذي احتل المركز الثالث في بطولة أمم أفريقيا لكرة السلة 2009 حيث تأهلت تونس للمرة الأولى إلى بطولة كأس العالم. كما شارك في بطولة أمم أفريقيا لكرة السلة 2005 وبطولة أمم أفريقيا لكرة السلة 2007. وكان عضوا في فريق تونس الذي شارك في دورة الألعاب الأولمبية الصيفية عام 2012.

## أندية لعب لها
- شبيبة القيروان 2002-2008  تونس
- نادي اتحاد طنجة 2008-2010  المغرب
- نادي المغرب الفاسي 2011-2012  المغرب
- النادي الأفريقي منذ تموز / يوليو 2012  تونس
- النادي الرياضي الرادسي منذ عام 2014  تونس

## روابط خارجية
- مروان كشريد على موقع الاتحاد الدولي لكرة السلة (الإنجليزية)
- مروان كشريد على موقع كرة السلة الأوروبية.كوم (الإنجليزية)
- مروان كشريد على موقع ريلجم (الإنجليزية)
- مروان كشريد على موقع بروبوليرز (الإنجليزية)
- مروان كشريد على موقع سبورتس رفرنس (الإنجليزية)
- مروان كشريد على موقع أوليمبيديا (الإنجليزية)